# Хейдник, Гэри
Гэ́ри Майкл Хе́йдник (22 ноября 1943 года — 6 июля 1999 года) — американский серийный убийца, который похитил, пытал и насиловал 6 женщин, удерживал их в плену в подвале своего дома в Филадельфии. Хейдник был приговорён к смертной казни и казнён смертельной инъекцией в июле 1999 года.

## Ранние годы
Гэри Майкл Хейдник родился 22 ноября 1943 года в Истлек, Огайо, США. У него был младший брат Терри. В 1946 году родители Гэри развелись, и в течение 4 лет детей воспитывала мать. После детей передали на воспитание отцу, который снова женился. Отец подвергал Гэри физическому и словесному насилию. Гэри страдал энурезом. По словам самого Гэри, когда он в очередной раз обмочился в постель, его отец заставлял его вешать бельё на виду у соседей. Когда Гэри арестовали, его отец Майкл отрицал факт насилия над ним.
В школе он хорошо учился, обладал высоким IQ (тот был равен 148). Однако он редко общался с одноклассниками, а сами одноклассники часто его травили из-за формы его головы. По словам Гэри и его младшего брата Терри, Гэри приобрёл странную форму головы после падения с дерева. С помощью своего отца в возрасте 14 лет он поступает в, на данный момент, закрывшуюся Военную академию Стоутона, штат Вирджиния, оставив учёбу на 2 года. В возрасте 17 лет он бросает учёбу и вступает в армию США.

## Взрослая жизнь
Он прослужил в армии 13 месяцев. Он отлично освоил базовую подготовку, после этого подал заявку на несколько должностей, но получил отказ. После этого Гэри направляют в Сан-Антонио, штат Техас, где он хорошо осваивает медицинское образование. Потом он был переведён в госпиталь 46-й армии в Ландштуле, ФРГ. В августе 1962 года Гэри жалуется на ухудшающееся здоровье: у него возникли головные боли, нечёткость зрения, тошнота, головокружение. Врач у него обнаруживает гастроэнтерит и признаки психического заболевания, против которого ему выписывают препарат. В октябре 1962 года его переводят в военный госпиталь Филадельфии. Там ему ставят диагноз: шизоидное расстройство личности. После этого его увольняют с почестями со службы.
По возвращении из армии он устраивается медбратом и поступает в Пенсильванский университет, который бросает через один семестр. Он устраивается в больницу в Коутсвилле, однако был уволен за плохое поведение перед пациентами и неуспеваемость. В 1970 году мать Гэри, которая страдала от алкоголизма и рака костей, кончает жизнь самоубийством. Брат Гэри Терри, находясь в психиатрических больницах, тоже пытался несколько раз покончить жизнь самоубийством, но неудачно. Сам Гэри с августа 1962 года до марта 1987 года несколько раз находился в психиатрических клиниках, где предпринял множественные попытки самоубийства.
В октябре 1971 года он основывает церковь "Объединенная церковь служителей Бога", а в 1975 году от имени церкви открывает счёт в банке. В итоге он зарабатывает 500 000 долларов. К 1986 году церковь была процветающей и богатой.
3 октября 1985 года в Мэриленде он женится на женщине по имени Бетти Дисто, которая приехала из Филиппин в сентябре 1985 года. Хейдник с ней переписывался на протяжении 2 лет. Брак был шатким, она обвиняла Гэри в изнасилованиях и побоях, обнаруживала его в компании других женщин, с которыми он занимался сексом. В январе 1986 года она втайне разводится с Гэри и уходит. К этому времени Бетти беременеет, и рожает ребёнка 15 сентября 1986 года. Она назвала его Джесси Джо Дисто. В январе 1987 года она подала заявление об алиментах на сына.
У Гэри было два других ребёнка: Гэри-младший от Гейл Линкоу (после рождения он был передан в приёмную семью) и Максин Дэвидсон, которая родилась 16 марта 1978 года от Анджанетт Дэвидсон (её мать была умственно отсталой, сразу же после рождения девочка аналогично была передана в приёмную семью).

## Преступления

### 1976: первые обвинения
В 1976 году Гэри предъявили обвинение в нападении при отягтяющих обстоятельствах и ношении нелицензированного пистолета после стрельбы в арендатора дома, который предлагал ему аренду.

### 1978: первое тюремное заключение
В 1978 году Гэри выписал из психиатрической больницы Пенн-Тауншип сестру Анджанетт Дэвидсон Альберту в дневной отпуск. После этого он запер её в подвале своего дома. Там он её изнасиловал, в результате чего она заразилась гонореей. Он её отпустил, её нашли и вернули в больницу. Гэри арестовали, обвинили и осудили за похищение и изнасилование. Однако, приговор был отменён при помощи апелляции, Гэри провёл 3 года в психиатрических больницах. Он был освобождён в апреле 1983 года под наблюдением.

### 1986-1987: похищения и  убийства
25 ноября 1986 года он похитил женщину по имени Джозефина Ривера. К марту 1987 года Хейдник похитил ещё 5 женщин. Всех их он держал в плену в подвале своего дома, они были закопаны в ямы Пленниц он насиловал, пытал, двоих он убил
.
Сандра Линдси умерла от голода, пыток и лихорадки. Хейдник расчленил её тело, руки и ноги он положил в морозильную камеру (он их назвал "собачьим кормом"). Он приготовил рёбра Линдси в духовке, её голову он сварил в кастрюле. Соседи пожаловались на неприятный запах  и вызвали полицию. Сотрудники полиции зашли в его дом, но вскоре покинули его. Гэри объяснил, что он готовил жаркое, после решил поспать, и из-за этого жаркое сгорело
. Хейдник пытал жертв электричеством. Дебора Дадли была убита электричеством. Хейдник избавился от её тела в Пайн-Барренс, Нью-Джерси. 18 января 1987 года Гэри похитил Жаклин Аскинс, она была самой младшей из жертв (ей было 18 лет). 23 марта Гэри и Ривера похитили Агнес Адамс.
Некоторые источники сообщали, что Гэри измельчил плоть Линдси, смешивал плоть с собачьим кормом, и скармливал блюдо остальным жертвам. Адвокат Хейдника, Чарльз Перуто-мдаший, сказал, что были осмотрены кухонные приборы Гэри, и не было найдено доказательств, что на них была плоть. Перуто сказал, что Хейдник выдумал историю, чтобы убедить людей в своём сумасшествии

## Арест
24 марта Ривера убедила Гэри, ненадолго отпустить её, чтобы она могла навестить семью. Он отвёз её на заправку и сказал, что будет ждать её там. Она пошла к дому своего парня и позвонила в полицию. Прибывшие полицейские заметили следы цепей на ноге, Ривера рассказала им о Гэри. Вскоре, Гэри арестовали. Друга Гэри Сайрила Брауна также арестовали. Брауна освободили под залог 50 тысяч долларов и соглашении о свидетельствовании против Гэри. Браун признался, что был свидетелем смерти Линдси и расчленении её тела. После ареста Гэри пытался повеситься.

## Суд
На суде Гэри защищал Чарльз Перуто-младший, он пытался доказать невменяемость Гэри. Заявление Гэри о невменяемости было опровергнуто. Накопленные 500 тысяч долларов на брокерском счете послужили доказательством его вменяемости. Финансовый советник Гэри Роберт Киркпатрик охарактеризовал Гэри, как: "проницательного инвестора, который знал, что делает". 1 июля 1988 года Гэри признали виновным в 2 убийствах, 6 похищениях, 5 изнасилованиях. Он был приговорён к смертной казни.
Гэри отправили в государственное исправительное учреждение в Питтсбурге. В январе 1989 года он пытался покончить с собой при помощи торазина, который ему выписали. В 1997 году его дочь Максин Дэвидсон Уайт и бывшая жена Бетти подали иск в федеральный суд Восточного округа Пенсильвании. В иске было прошение об отсрочке казни на основании того, что Гэри был недостаточно правоспособен. 3 июля 1999 года Окружной суд США Восточного округа штата Пенсильвания вынес окончательное решение о казни Гэри.

## Казнь
Последней трапезой Гэри была: 2 кусочка сырной пиццы и кофе. Он был казнён при помощи смертельной инъекции 6 июля 1999 года в Государственном исправительном учреждении Роквью в Беллефонте, штат Пенсильвания, тело было кремировано.

## Жертвы
- Жозефина Ривера, 25 лет, похищена 25 ноября 1986 года.
- Сандра Линдси, 24 года, похищена 3 декабря 1986 года, убита в феврале 1987 года.
- Лиза Томас, 19 лет, похищена 23 декабря 1986 года.
- Дебора Дадли, 23 года, похищена 2 января 1987 года, убита 19 марта 1987 года.
- Жаклин Аскинкс, 18 лет, похищена 18 января 1987 года.
- Агнес Адмас, 24 года, похищена 23 марта 1987 года.